# Ismene (Plantae)
Ismene, Rod lukovičastih geofita iz porodice zvanikovki, dio tribusa Hymenocallideae. Postoji deset vrsta na području Ekvadora i Perua
Rod je oposan 1821. Tipična je Ismene amancaes, peruanski endem koja je prvi puta opisana 1802. kao  Narcissus amancaes Ruiz & Pav.

## Vrste
1. Ismene amancaes (Ruiz & Pav.) Herb.
2. Ismene × deflexa Herb.
3. Ismene hawkesii (Vargas) Gereau & Meerow
4. Ismene longipetala (Lindl.) Meerow
5. Ismene morrisonii (Vargas) Gereau & Meerow
6. Ismene narcissiflora (Jacq.) M.Roem.
7. Ismene nutans (Ker Gawl.) Herb.
8. Ismene pedunculata Herb.
9. Ismene ringens (Ruiz & Pav.) Gereau & Meerow
10. Ismene sublimis (Herb.) Gereau & Meerow
11. Ismene vargasii (Velarde) Gereau & Meerow

## Sinonimi
- Elisena Herb.
- Liriope Herb.
- Pseudostenomesson Velarde